# Tatari

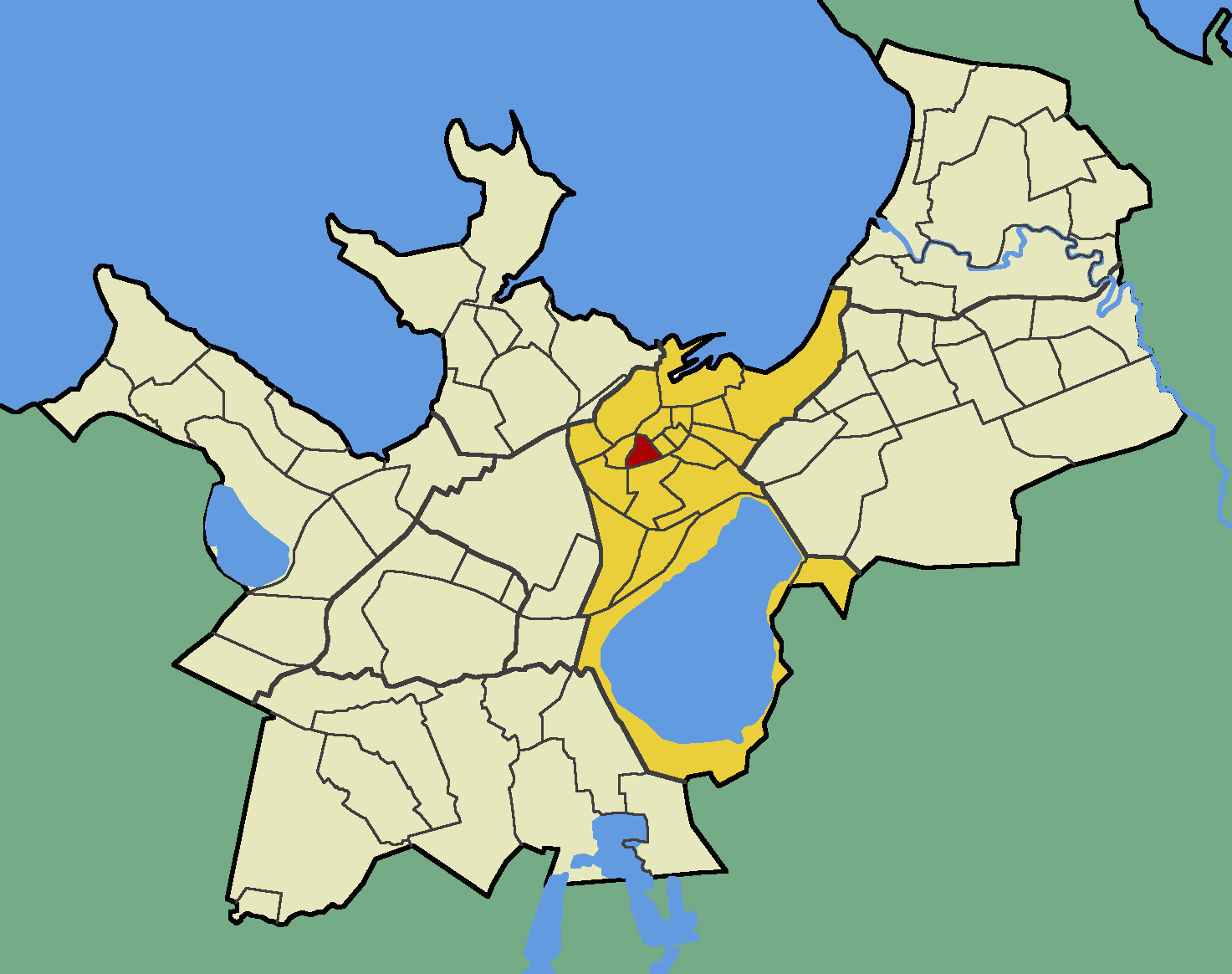
Der Bezirk Tatari (rot) im Tallinner Stadtteil Kesklinn (gelb)

Tatari (zu Deutsch „Tatarisches [Viertel]“) ist ein Bezirk (estnisch asum) der estnischen Hauptstadt Tallinn. Er liegt im Stadtteil Kesklinn („Innenstadt“).

## Beschreibung und Geschichte
Tatari hat 1.781 Einwohner (Stand 1. Mai 2010).
In Tatari befinden sich unter anderem das Kino Kosmos, die Estnische Musik- und Theaterakademie, die Botschaft der USA in Estland und das Liivalaia Gümnaasium.
Den Namen erhielt der Stadtbezirk von der Tatari-Straße, die durch das Viertel verläuft. Nach der russischen Eroberung Estlands im 18. Jahrhundert ließen die zaristischen Behörden dort ein Lager für die in Tallinn stationierten Tataren anlegen, die spätere Tatarische Slobode.

## Bilder

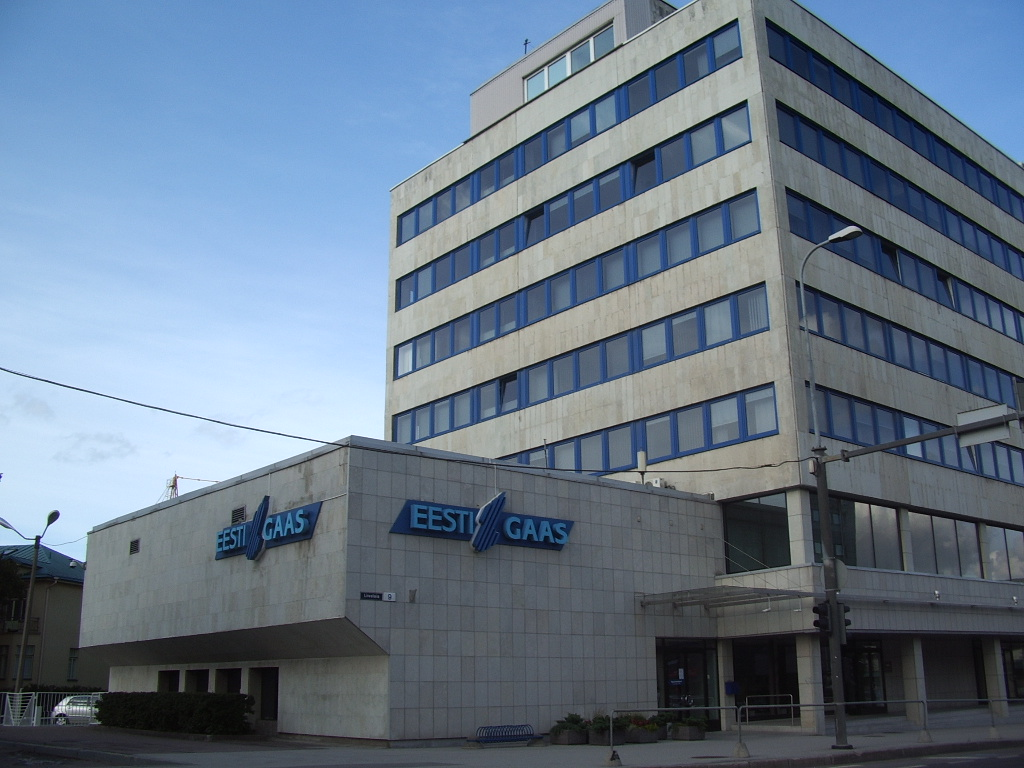
Hauptsitz des estnischen Gasversorgers Eesti Gaas
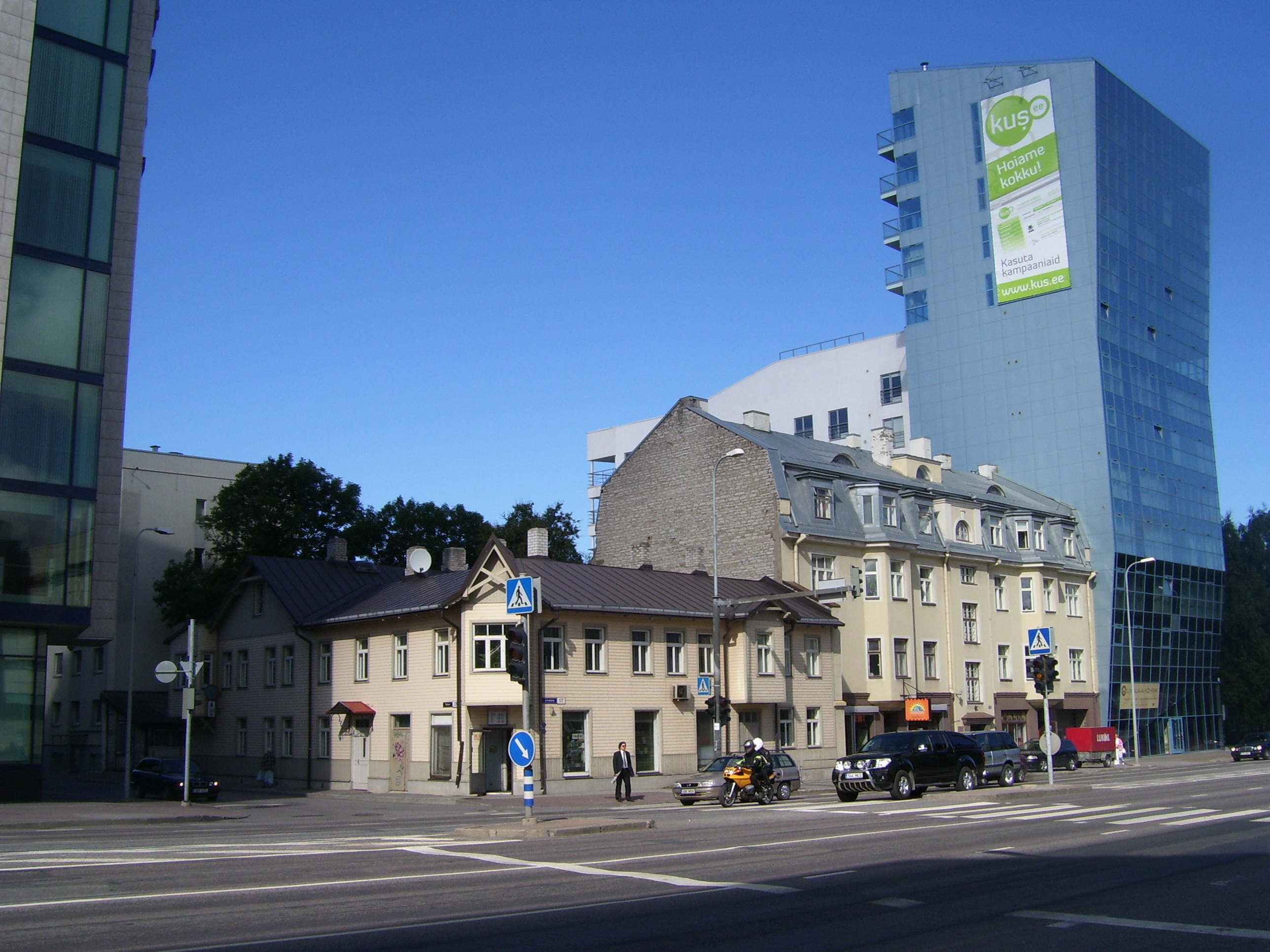
Wohn- und Geschäftshäuser in Tatari
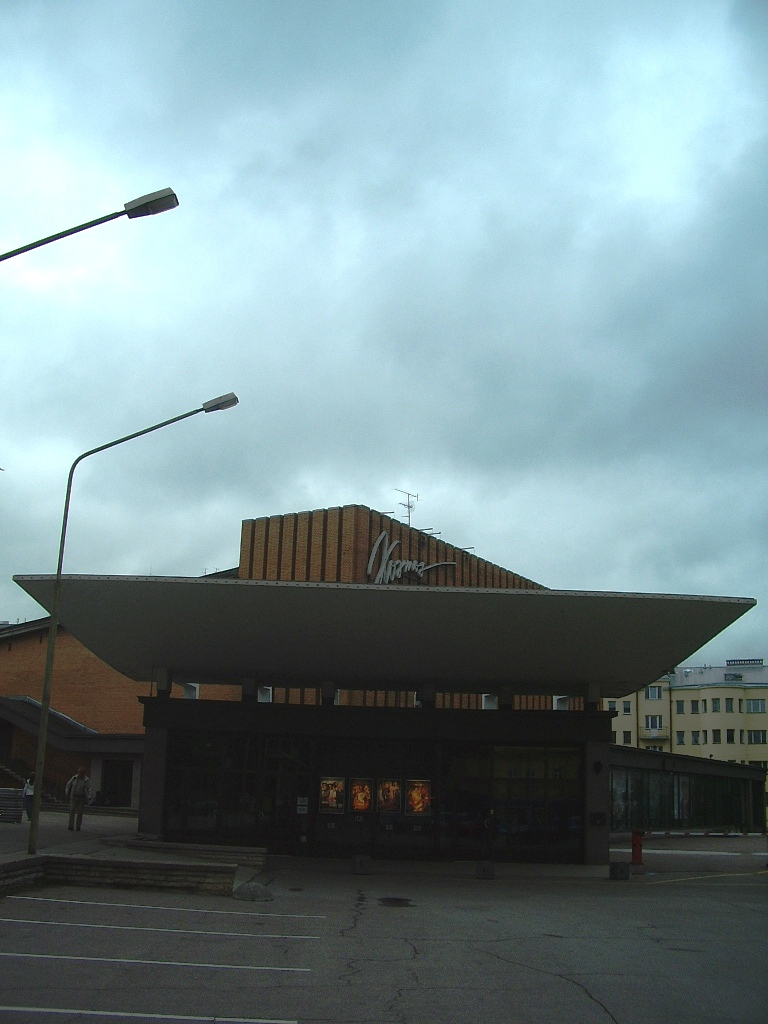
Das 1964 erbaute Kino Kosmos